# Santana de Cambas
Santana de Cambas is een plaats (freguesia) in de Portugese gemeente Mértola en telt 863 inwoners (2001).